# 杵屋喜三郎
杵屋 喜三郎（きねや きさぶろう）は、長唄の三味線方、唄方の名跡。
近世初期以来のもので、杵屋六左衛門と並んで長唄宗家の名で、双方をともに代数に数える。喜三郎は六左衛門、杵屋勘五郎の前名であることが多い。元禄15年（1702年）の江戸劇場番付に名は見えるが、6代までは不明の点が多い。

## 初代
後の2代目杵屋勘五郎。

## 2代目
後の4代目杵屋六左衛門。

## 4代目
後の6代目杵屋六左衛門。

## 5代目
（慶安2年?（1649年） - 正徳5年?5月12日（1715年6月13日?））
2代目杵屋勘五郎の次男。兄に4代目杵屋六左衛門。作曲に「酒呑童子」「槍踊」がある。

## 6代目
（生年不詳 - 享保15年（1730年2月19日））
後年に6代目杵屋六左衛門を襲名したようだが確証する史料は存在しない。「泰平の綱引」を作曲。

## 7代目
（生年不詳 - 宝暦2年（1752年2月25日））
6代目の実子。娘・お岸が2代目中村仲蔵の妻。杵屋太十郎が襲名。作曲に「傾城道成寺」「相生獅子」がある。

## 8代目
（生年不詳 - 天明7年（1787年9月20日））
7代目の実子。初代杵屋三郎助が1768年に8代目喜三郎を襲名。養子の万吉が9代目杵屋六左衛門。作曲に「種蒔三番叟」。

## 9代目
12代目杵屋六左衛門の前名。

## 10代目
（生年不詳 - 嘉永3年（1850年7月30日））
12代目杵屋六左衛門の養子。初名を田中佐太郎。1839年から中村座に出ている。1844年に10代目喜三郎を襲名。夭折したという。

## 11代目
5代目杵屋勘五郎の前名。

## 12代目
13代目杵屋六左衛門の前名。

## 13代目
後の杵屋俊二。

## 14代目
14代目杵屋六左衛門の前名。

## 15代目

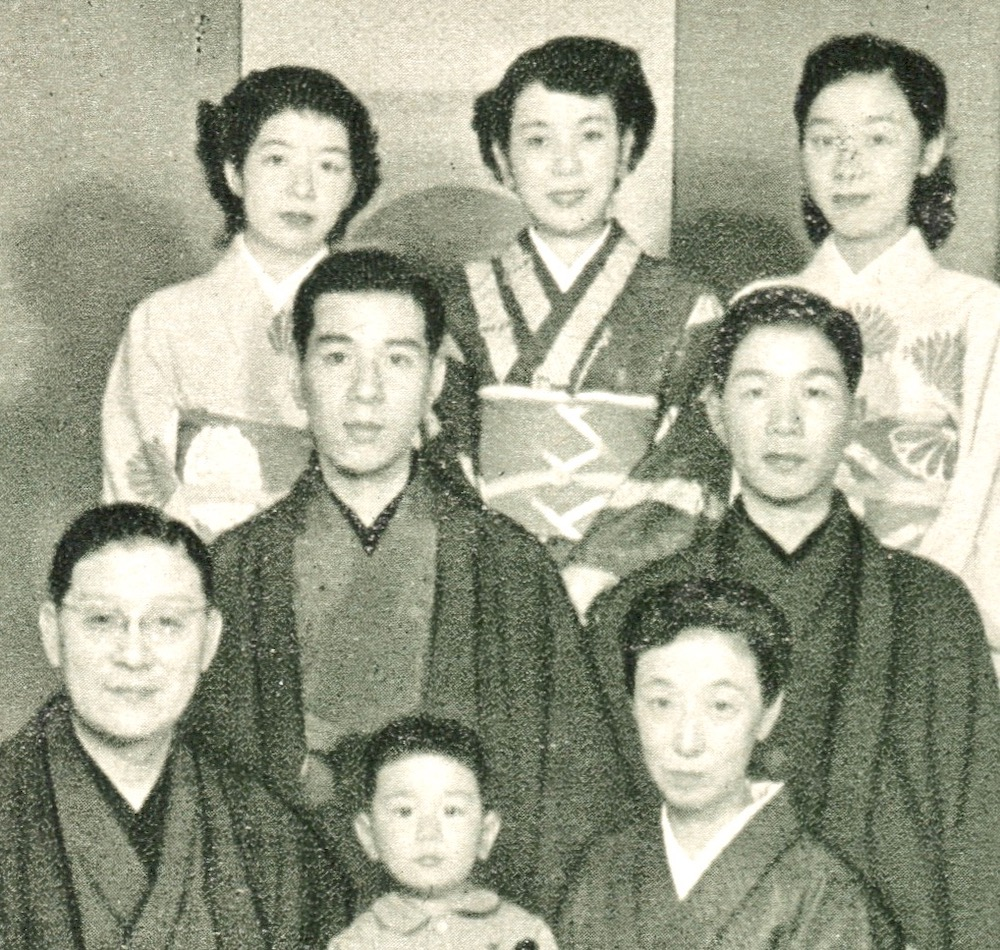
1953年の杵屋家家族写真。
前列左から：14代目杵屋六左衛門、喜三郎の息子 宏幸、六左衛門夫人 田鶴
中列左から：15代目杵屋喜三郎、6代目杵屋勘五郎
後列左から：六左衛門の娘 千恵子、喜三郎夫人 伸枝、六左衛門の娘 定子

（1923年11月21日 - 2023年5月25日）
京都生まれ。14代目六左衛門の長男、本名・杵家安廣（きねや やすひろ）。永田町小学校（現・千代田区立麹町小学校）、東京美術学校 (旧制) を卒業。父および山田抄太郎、3代目杵屋六四郎に師事。1930年杵屋吉之丞、1942年喜三郎を襲名。1997年人間国宝、1999年日本芸術院賞受賞。2006年4月旭日小綬章受章。長唄協会名誉会長。妹が15代六左衛門を襲名しているため、代数に混乱がある。
弟に2代目寒玉（前名：六世 杵屋勘五郎）がいる。
2023年5月25日22時3分、肺炎のため東京都内の病院で死去。99歳没。

## 16代目
（1956年 - ）
15代の次男。14代目六左衛門は祖父、杵屋寒玉は叔父。
1960年「登茂栄会」で初舞台。1969年、杵屋直吉を襲名。
祖父、父、11世都一中に師事。2024年喜三郎を襲名。